# Żerdziny
Żerdziny, německy Schardzin, jsou vesnice ve gmině Pietrowice Wielkie v okrese Racibórz v jižním Polsku. Geograficky se také nachází v geomorfologickém celku Opavská pahorkatina ve Slezském vojvodství a v Horním Slezsku.

## Historie a popis
První známá písemná zmínka o Żerdzinách se objevuje v roce 1350. V hornoslezském referendu 1921 se 94 místních voličů vyslovilo pro to, aby Horní Slezsko zůstalo součástí Německa, a 134 pro to, aby se stalo součástí Polska. Za nacistického režimu v letech 1936-1945 se obec nazývala Hohenau. V letech 1975-1998 vesnice náležela do dnes již zaniklého Katovického vojvodství. Ve vesnici se nacházejí také dvě kapličky a sbor dobrovolných hasičů aj.

## Další informace
Vesnicí vede turistická trasa Szlak Husarii Polskiej, Raciborska Droga św. Jakuba a cyklostezky.